# بيرت ر. أنتوني
بيرت ر. أنتوني (بالإنجليزية: Bert R. Anthony)‏ هو ملحن أمريكي، ولد في 1876، وتوفي في 1923.

## وصلات خارجية
- بيرت ر. أنتوني على موقع ميوزك برينز (الإنجليزية)
- بيرت ر. أنتوني على موقع ديسكوغز (الإنجليزية)